# Lola FN06
La Lola FN06, chiamata anche Lola B06/51, è una vettura sportiva monoposto a ruote scoperte creata nel 2006.

## Storia
La vettura, fabbricata dal costruttore britannico Lola Racing Cars, è stata la sola monoposto ammessa nel campionato della Formula Nippon tra il 2006 e il 2008.
Rimpiazzò la precedente Lola B03/51, che era stata utilizzata tra il 2003 e il 2005.

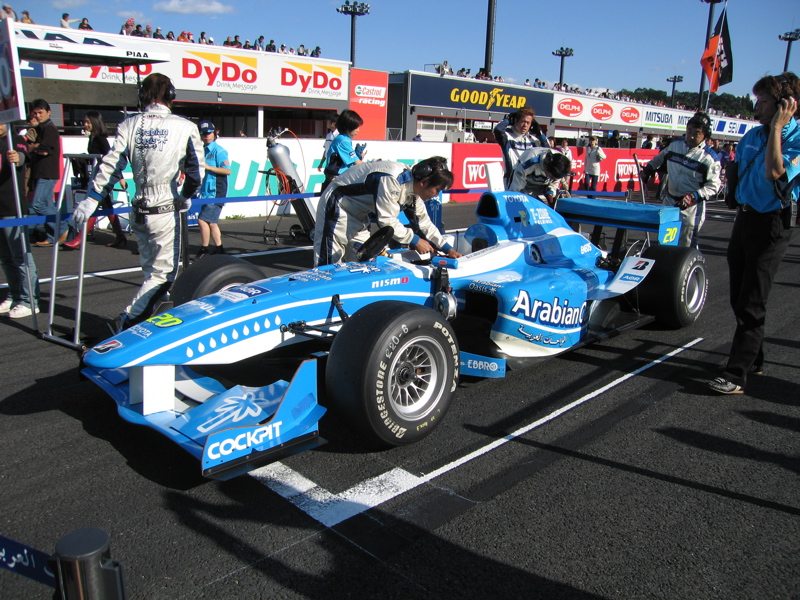
Una Lola FN06 sulla griglia di partenza nel 2007.

La sua introduzione corrispose anche con l'apertura all'utilizzo di motori forniti da Honda e Toyota, in sostituzione di un monopolio della Mugen Motorsports. Dal 2009 la Lola FN06 viene rimpiazzata nella Formula Nippon dalla FN09, costruita dalla statunitense Swift Engineering.

## Specifiche tecniche
Veniva motorizzata con un propulsore da 3.000 cm³  che sviluppava circa 550 cv a 13.500 giri/minuto. Ciò pone la FN06 a un livello, confrontato a quello delle vetture utilizzate nei campionati in Europa, tra la vettura della GP2 Series e quella della Formula Renault 3.5 nella World Series by Renault.